# Хуситський переворот у Ємені
Хуситський переворот у Ємені — революція проти уряду Ємену, організована коаліцією хуситів та Алі Абдалли Салеха.

## Передісторія
Конфлікт бере початок у 2004 році. У 2009 році розгорнулися активні бойові дії за участю як шиїтів і урядової армії Ємену, так і Саудівської Аравії. У 2010 році було укладено перемир'я. У 2011 році почалися зіткнення шиїтів з сунітськими неурядовими організаціями та Аль-Каїдою.

## Хронологія конфлікту

### 2014
8 липня 2014 хусити взяли штурмом столицю однойменної мухафази, місто Амрані, в ході якого хусити розгромили і взяли штурмом штаб 310-ї бронетанкової бригади, убивши її командира Хаміда аль-Кашиби. Обидві сторони звинувачували одна одну в провокації бойових дій та порушення попередньо досягнутого 23 червня перемир'я. Наступного дня після штурму ВПС Ємену здійснили авіаудари по урядових будівлях і захопленому штабу бригади.
У середині серпня 2014 року хусити почали проводити в ряді регіонів країни масові демонстрації після того, як влада оголосила про скорочення субсидій на нафтопродукти, що призвело до зростання цін на бензин в два рази. Основною вимогою була відставка «корумпованого кабінету». До середини вересня загострення пристрастей досяг свого піку, на околицях Сани почалися зіткнення протестуючих з силами безпеки. Уже через два дні хуситам вдалося зломити опір силових структур, захопити будівлі ряду держустанов і встановити свої блокпости.
15 жовтня 2014 року хусити увійшли в місто Ібб з населенням в триста п'ятдесят тисяч чоловік на південному заході країни, не зустрівши опору з боку сил безпеки і місцевих жителів. У вівторок вони встановили контроль над єменським містом Дамар і військовою базою Першої бронетанкової дивізії в провінції Ходейда на заході Ємену.

### 2015

#### Січень
17 січня в столиці невідомі викрали главу адміністрації президента Ахмеда Авада бен Мубарака. Він прямував до будівлі уряду, щоб взяти участь у запланованому засіданні, присвяченому проекту конституції республіки. Є дані, що за викраденням стоять хусити.
19 січня 2015 року в результаті зіткнень, що спалахнули в Сані, столиці Ємену, загинула одна людина, ще троє отримали поранення. Також шиїтські повстанці-хусити оточили резиденцію прем'єр-міністра Ємену Халіда Махфуза Бахах в центрі столиці Сані і обстріляли його кортеж. Раніше стало відомо, що шиїтські повстанці-хусити і армія Ємену вступили в зіткнення недалеко від президентського палацу в столиці країни Сані. Озброєні бойовики з шиїтського повстанського руху «Ансар Алла» (інакше — «хусити») захопили президентський палац у столиці Ємену Сані. В ході бою за палац загинуло дев'ять осіб, понад 60 отримали поранення.
20 січня 2015 року в Сані — невідомі відкрили стрілянину по автомобілю з дипломатичними номерами американського посольства. Як повідомляє CNN, все сталося біля контрольно-пропускного пункту одного з отелей. У цей же день на генерала збройних сил у вівторок було скоєно замах. В результаті підриву кількох вибухових пристроїв і послідувавшого обстрілу, як передає інформаційний портал «Айн ель-йама», загинули п'ятеро солдатів. Трагедія сталася в районі Ель-Катн провінції Хадрамаут на сході країни. Вибухівку заклали на шляху проходження кортежу генерала Яхьї Абу Аваджа, командира 135-ї бригади. Після прогриміли вибухи невідомі бойовики відкрили вогонь по військовослужбовцях зі стрілецької зброї. Поранення отримали троє силовиків. Пізніше було скоєно замах на міністра оборони країни Махмуда ас-Субайхі, коли він залишав резиденцію президента. В ході перестрілки міністр не постраждав, а його охороні вдалося відбити атаку. Цього ж дня стало відомо про напад на президента Ємену Абд Раббо Мансур Хаді.
Член політради повстанського руху «Ансар Алла» Хамза аль-Хуси заявив, що повстанці не намагаються повалити президента, а зіткнення з частинами президентської гвардії були спровоковані самими військовослужбовцями, які відмовилися передати зброю з арсеналів на території комплексу палацу глави держави «на зберігання» повстанцям. Після захоплення президентського палацу лідер повстанців Абдель Малік аль-Хуси зажадав від влади Ємену оперативно вирішити проблеми безпеки в усіх регіонах країни, особливо в провінції Маріб (у центральній частині Ємену), а також враховувати інтереси усіх сторін в ході розробки проекту конституції. При цьому лідер хуситів заявив, що вони «не будуть боятися ні Ради Безпеки ООН, ні якоїсь держави, і готові до будь-яких наслідків».
Повстанці змінили охорону біля стін президентського палацу, зміцнивши контроль над Саною. Сам президент Хаді, як повідомляється, знаходиться в безпеці усередині резиденції.
21 січня президент Ємену Хаді і представники хуситів досягли попередньої угоди про припинення вогню. Згідно з опублікованою інформацією, сторони дійшли згоди про те, що буде сформований текст нової конституції, що перетворює Ємен в федеральну державу, і в інститутах влади будуть представлені всі групи населення, в тому числі хусити. Повстанці, в свою чергу, зобов'язалися відвести свої сили з урядових об'єктів, захоплених ними, а також звільнити главу канцелярії президента, Ахмада Авада Бін Мубарака, якого вони утримують.
21 січня противники хуситів провели акції протесту в місті Таїз, в Адені влада закрила аеропорт, заявивши, що це було зроблено на знак протесту проти нападок хуситів на режим Хаді і суверенітет країни.
22 січня президент Хаді подав прохання про відставку. Голова палати депутатів Ємену закликав провести екстрене засідання для розгляду цього клопотання президента країни Абд Раббо Мансура Хаді про відставку і голосування по ньому 24 січня, але засідання так і не відбулося. Члени уряду Ємену також направили президенту країни прохання про свою відставку.
23 січня стало відомо, що влада США ухвалила рішення про заморожування контртерористичної операції проти «Аль-Каїди» в Ємені. Це пов'язано з падінням проамериканського уряду в Сані і захоплення столиці шиїтськими загонами, що орієнтуються на Іран.
24 січня тисячі людей в Ємені взяли участь у маршах за і проти шиїтських повстанців-хуситів на тлі політичної кризи. Тисячі прихильників хуситів взяли участь у мітингу на півночі столиці країни Сані з плакатами «Смерть Америці, смерть Ізраїлю». Такі гасла зазвичай звучать на демонстраціях в Ірані і на мітингах шиїтів в Іраку і Лівані. Набагато менший за розміром відповідь мітинг відбувся в університеті Сани, однак проти хуситів протестували в місті Аден на півдні країни. Сепаратисти провели багатотисячну демонстрацію і вивісили прапор Народно-демократичної республіки Ємен, скасованої в 1990 році, в Аденському аеропорту. Також стало відомо про те, що засідання парламенту країни про відставку президента пройде не раніше 25 січня, оскільки в даний час парламент на канікулах.
25 січня в ЗМІ з'явилася інформація про те, що Абд Раббо Мансур Хаді вирішив відкликати своє прохання про відставку. Одним з перших новину опублікував телеканал «Аль-Джазіра». Пізніше це повідомлення з'явилося на єменському порталі «Ат-Тагйір». Однак на новинному сайті говорилося, що дані сфабриковані. З питання про відставку президента надходять суперечливі відомості, підкреслює інше єменське видання «Аль-Машхад». Також стало відомо, що позачергове засідання парламенту з питання про відставку президента країни знову було перенесене.
26 січня хусити штурмом взяли будівлю державного університету в столиці Ємену Сані.
27 січня телеканал «Аль-Арабія» повідомив, що в Ємені буде створено уряд національного порятунку. За даними джерел телестанції, рішення було ухвалене за посередництва спецпосланця ООН в Ємені Джамаля Беномара. Цього ж дня хусити звільнили Ахмеда Авада бен Мубарака.

#### Лютий
1 лютого шиїтські повстанці-хусити пред'явили політичним партіям країни ультиматум: якщо через три дні не буде сформовано уряд, повстанці нав'яжуть своє власне рішення.
4 лютого закінчився термін ультиматуму.
5 лютого стало відомо, що хусити прийняли нову «конституційну декларацію», і що більшість політичних сил в Ємені домовилися про створення президентської ради, яка керуватиме країною протягом року. До його складу увійдуть п'ять чоловік, очолить її колишній президент Південного Ємену Алі Насер Мухаммед. У переговорах брали участь дев'ять партій та угруповань, серед яких Соціалістична партія, Південний сепаратистський рух «Херако» і шиїтські бойовики — хусити. Можливість приєднання до угоди розглядає сунітська партія «Аль-Іслах». Крім того, тривають консультації з колишнім президентом Ємену Абдом Раббо Мансуром Хаді. Згідно з конституційною декларацією, буде сформовано перехідну раду, що складається з 551 учасника з усіх провінцій Ємену, яка і обере склад президентської ради. Крім цього, хусити заявили про розпуск палати представників країни і формуванні уряду технократів
 Тимчасовим урядом був оголошений Революційний комітет на чолі з Мухаммедом Алі аль-Хуті.
12 лютого третя сторона конфлікту оголосила про своє приєднання до «Ісламської держави». Присяга на вірність «халіфу» Аль-Багдаді (ватажок ІД) стала відповіддю на захоплення влади в Ємені хуситами.
15 лютого хусити почали штурм Адена. Повстанцям вже вдалося після зіткнень з силами безпеки захопити контроль над офісом телеканалу в місті. Крім того, різні політики, які виступають проти перевороту хуситів, зажадали перенести столицю з Сани на південь країни, в Аден, що випливає із заяви «національного розширеного діалогу», що пройшов в Адені.
Також вони закликали до створення об'єднаного комітету, покликаного керувати провінціями Ємену, які чинять опір контролю повстанців.
Раніше Рада Безпеки ООН прийняла одноголосно резолюцію щодо ситуації в Ємені, що закликає всі політичні сили Ємену, в тому числі шиїтський рух «Ансар Аллах» (так звані «хусити»), до мирного політичного врегулювання. Резолюція вимагає від заколотників, які захопили владу в січні, негайно вступити в переговори за посередництва ООН.

#### Березень
4 березня бойовики аль-Каїди напали на бойовиків — хуситів в провінції Ель-Бейда. В результаті загинули 27 людей, десятки отримали поранення. Мішенню першої атаки сунітів став стадіон в місті Ель-Бейда, який хусити перетворили в тренувальний табір. В ході зіткнення було вбито 10 хуситів. Через кілька годин терорист-смертник підірвав себе в начиненому вибухівкою автомобілі біля школи в окрузі Альзахір, в якій проходили збори шиїтської громади хуситів. Жертвами теракту стали 8 людей, ще 12 отримали поранення. Того ж дня в окрузі аз-Захір хуситський дорожній патруль підірвався на закладений бойовиками міні. В результаті загинули 9 осіб.
8 Березня не менше 17 людей загинули в результаті ряду зіткнень. В провінції Ель-Бейда 12 людей загинули в результаті атаки бойовиків «Аль-Каїди» на позиції шиїтів-хуситів. Ще 5 осіб загинули в провінції Маріб при заворушеннях між прихильниками і противниками хуситів.
12 березня 2015 тисячі хуситів почали військові навчання в єменській провінції Саада на кордоні з Саудівською Аравією. У навчаннях задіяно важке озброєння, що належало єменській армії.
16 березня хусити звільнили прем'єр-міністра Ємену Халеда Махфуза Бахах та інших членів уряду, яких більше місяця утримували під домашнім арештом. Також на міжєменському примирливому діалозі, який проходить під патронажем ООН в Сані, вони відкинули ідею повернення відстороненого ними від влади президента країни Абд Раббо Мансура Хаді на пост голови держави. Сам же Мансур Хаді має намір провести перше після його переїзду з Сани в Аден засідання єменського уряду.
17 березня шиїтські бойовики — хусити відсторонили командувача військово-повітряних сил за відмову підтримати їх з повітря, і замінили його своїм генералом.
19 березня хусити завдали авіаударів по палацу президента Хаді в Адені. У той же день повітряне сполучення міжнародного аеропорту міста Аден було перервано через сутички між прихильниками і противниками Абд Раббо Мансура Хаді. Раніше бійці спецназу, прихильники колишнього глави держави Алі Абдалли Салеха, захопили міжнародний аеропорт Адена, проте пізніше він був зайнятий військами, що зберегли вірність Хаді. Зіткнення тривають. Джерело в структурах безпеки Ємену повідомило про те, що група озброєних бойовиків здійснила напад на в'язницю в місті Аден і звільнила небезпечних ув'язнених.
20 березня в мечеті Бадр і Аль-Хашуш в Сані увійшли бойовики з поясами смертників, потім сталися вибухи. Після цього були здійснені напади на блокпости хуситів навколо мечетей. Число загиблих в результаті вибухів у двох мечетях в столиці Ємену досягло 150 чоловік. Відповідальність за теракти взяла на себе терористична організація «Ісламська держава».
21 березня Бойовики Аль-Каїди на Аравійському півострові взяли під свій контроль місто Аль-Хута (в деяких джерелах Хоутен) в південній частині Ємену. В ході запеклих боїв ісламісти вбили 29 осіб, у тому числі 27 військовослужбовців. А в провінції Лахдж щонайменше 30 людей загинули, кілька десятків отримали поранення в результаті зіткнень між силами, вірними президенту Хаді і бойовиками. Озброєні люди спробували також взяти штурмом будівлю філії центрального банку країни і управління безпеки в місті Лахдж.
22 березня Рада безпеки ООН, яка зібралася через загострення в Ємені, підтвердила легітимність президента Абд Раббо Мансура Хаді, а також закликав усі сторони утримуватися від будь-яких дій, що підривають «єдність, суверенітет, незалежність і територіальну цілісність Ємену». У цей же день хусити захопили третє за величиною місто Ємену Таїз.
23 березня міністр закордонних справ Ємену, призначений президентом Хаді, звернувся до аравійських монархій з проханням про введення в країну контингенту спільних збройних сил «Щит півострова», утворених під егідою Ради співробітництва арабських держав Перської затоки. Глава МЗС Саудівської Аравії Сауд аль-Фейсал заявив, що арабські держави Перської затоки вживуть необхідних заходів для захисту регіону проти агресії нібито пов'язаним з Іраном угрупування хуситів у випадку, якщо кризу в Ємені не вдасться врегулювати мирними засобами.
25 березня ополченці Аль-Хуті призначили нагороду в 20 млн ріалів (100 000 доларів США) за упіймання втікача екс-президента Абд Раббо Мансура Хаді. Цього ж дня секретар екс-президента країни Алі Абдалли Салеха Ахмад ас-Суфі повідомив, що Абд Раббо Мансур Хаді, який залишив країну, рятуючись від наступаючих на Аден шиїтських повстанців-хуситів, наразі по морю направляється в сусідню державу Джибуті. Ассошіейтед Прес з посиланням на джерела також повідомила, що Хаді втік зі свого притулку в місті Аден в невідомому напрямку в зв'язку з наближенням хуситів до міста. Згідно з повідомленнями, що надходять з Ємену, президент зник після того, як ополчення Аль-Хуті захопили розташовану за 50 кілометрів на північ від Адена базу ВВС. Саме на цій базі базувалося американський спецпідрозділ. Ополченці знаходяться за 40 кілометрах від Адена. За словами їхнього представника Мухаммада Абд аль-Саляма, в найближчі години вони мають намір встановити контроль над цим містом. При цьому він підкреслив, що жителі півдня не повинні ставитися до них, як до окупантів. Втечу Хаді визнали і в США.
26 березня опівночі саудівський король Салман бен Абдель-Азіз віддав наказ почати кампанію проти хуситів. Він має намір задіяти в Ємені 100 винищувачів і 150 тисяч військовослужбовців. Свою військову авіацію готові надати такі країни, як Об'єднані Арабські Емірати (30 винищувачів), Кувейт (15), Бахрейн (15), Катар (10) і Йорданія (6). Крім того, в кампанії беруть участь Єгипет і Пакистан, що направили в район Ємену ВМС і ВПС. Ці дві країни, а також Судан висловили готовність виділити на операцію проти хуситів сухопутні контингенти. З країн Перської затоки в операції не бере участь Оман. В результаті авіаударів коаліції є десятки жертв серед цивільного населення. Крім цього, міністри закордонних справ країн, що входять в Лігу арабських держав, обговорять 27 березня запит екс-президента Ємену Мансура Хаді на військове втручання проти шиїтських повстанців хуситів.